# تغان ارغ
تغان ارغ (به لاتین: Taghan Aregh) یک منطقهٔ مسکونی در افغانستان است که در ولایت بلخ واقع شده‌است.